# هنري باني
هنري باني (بالإنجليزية: Henry Bunny)‏ هو سياسي نيوزلندي، ولد في 7 أكتوبر 1822 في المملكة المتحدة، وتوفي في 15 فبراير 1891 في نيوزيلندا. حزبياً، نشط في مستقل. وقد انتخب عضو مجلس النواب النيوزيلندي.